# Distretto di Lucknow
Lucknow è un distretto dell'India di 3 681 416 abitanti. Capoluogo del distretto è Lucknow.